# Roberts Plūme
Roberts Plūme, född 16 maj 1897 i Jaunjelgava i Ryssland (nuvarande Lettland), död 25 augusti 1956 i Toronto i Ontario i Kanada, var en lettisk idrottare som var aktiv inom längdskidor och cykling under 1920-talet. Han deltog vid olympiska vinterspelen 1924 i längdskidåkning och bröt både 18 kilometer och 50 kilometer. Som cyklist deltog han i två olympiska sommarspel, i Paris 1924 och i Amsterdam 1928.